# São João Batista do Glória
Pour les articles homonymes, voir São João Batista, São João et João.
São João Batista do Glória est une municipalité brésilienne de l'État du Minas Gerais et la microrégion de Passos.